# Mattia Turrina
Mattia Turrina (né le 31 août 1983 à Negrar en Vénétie,) est un coureur cycliste italien, actif dans les années 2000.

## Biographie
Chez les amateurs, Mattia Turrina se fait remarquer par ses qualités de grimpeur. Durant cette période, il s'impose à plusieurs reprises et termine notamment deuxième deuxième du Piccolo Giro di Lombardia en 2005. Il évolue ensuite au niveau professionnel en 2007 au sein de l'équipe Serramenti PVC Diquigiovanni-Selle Italia, après un stage infructueux chez LPR-Piacenza Management SRL. Malgré un calendrier fourni, il ne parvient pas à percer au plus haut niveau. Il arrête la compétition à l'issue de cette saison. 
Après sa carrière cycliste, il ouvre un magasin de cycles dans le hameau d'Ospedaletto, à Pescantina.  

## Palmarès

### Par année
- 2004
  - 3e de Cirié-Pian della Mussa
- 2005
  - Schio-Ossario del Pasubio
  - 4e étape du Giro delle Valli Cuneesi
  - 2e du Tour de Lombardie amateurs
- 2006
  - Schio-Ossario del Pasubio
  - 5e étape du Giro delle Valli Cuneesi
  - Zanè-Monte Cengio
  - 3e de la Coppa Cicogna
  - 3e du Giro delle Valli Cuneesi
  - 3e du Gran Premio Cementizillo

### Classements mondiaux
| Année           | 2005 | 2006   |
| --------------- | ---- | ------ |
| UCI Europe Tour | 525e | 1 231e |